# Vitalie Marinuța
Vitalie Marinuța (n. 16 iunie 1970, satul Holercani, raionul Dubăsari) a fost Ministru al Apărării Republicii Moldova între anii 2009 și 2014.
Are studii militare în Republica Moldova, Statele Unite și Federația Rusă și un stagiu în armata SUA. Cu gradul de locotenent-colonel, a activat în cadrul Comandamentul Central al SUA dislocat în Tampa, statul Florida, unde a condus un grup de experți pe subiectul terorismului prin sinucidere. Întors în Republica Moldova, a lucrat o perioada scurtă la Ministerul Apărării, dar a fost concediat și pensionat de către comuniști. Ulterior, s-a ocupat de afaceri. Este căsatorit cu Maria Marinuța și are 2 copii.

## Studii
- Licențiat în domeniul Relațiilor Internaționale, Universitatea de Studii politice și economice Europene, facultatea Relații Internaționale și limbi străine, mun. Chișinău, Republica Moldova (2007);
- Magistru în domeniul securității (relațiile civil-militare) Școala Navală de studii postuniversitate din or. Monterei, California, SUA (2004);
- Ofițer al unităților aeropurtate și traducător militar (Limba Franceză), Școala militară a trupelor aeropurtate din or. Riazani, Federația Rusă (1992).

## Cariera profesională
Vitalie Marinuța s-a născut la data de 16 iunie 1970 în satul Holercani din raionul Dubăsari. A absolvit școala militară a trupelor aeropurtate din orașul Riazani, Federația Rusă în 1992. În perioada iulie 1992 - ianuarie 1999, este ofițer al Batalionului cu Destinație Specială a Ministerului Apărării din Republica Moldova (comandant de pluton, comandant de companie, șef stat major, locțiitor comandant batalion).
Din octombrie 2000 și până în decembrie 2002, este comandantul Batalionului 22 de menținere a păcii din cadrul Ministerului Apărării. Vitalie Marinuța a efectuat managementul tuturor aspectelor de activitate a unei organizații militare cu un personal de 450 persoane. Pregătirea militarilor pentru participare în operatiuni de menținere a păcii în zona de securitate, cât și în misiuni internaționale, exerciții multinaționale internaționale și regionale. 

## Specialist în probleme de apărare națională
În 2004 devine magistru în domeniul securității (relațiile civil-militare) ca urmare a absolvirii Școlii Navale de studii postuniversitate din or. Monterei, California, SUA. În perioada iulie 2004 - iulie 2005, activează ca specialist Principal în Secția Planificare și Programe, Direcția Operații, Marele Stat Major al Armatei Naționale a Republicii Moldova. În această funcție, Vitalie Marinuța este responsabil de monitorizarea și evaluarea activităților și evenimentelor cu caracter politico-militar din Republica Moldova și țările vecine ce ar putea afecta securitatea țării. Participă în elaborarea și implementarea diverselor strategii și programe de dezvoltare a sistemului Național de Apărare. Realizează managementul cooperării Ministerului Apărării cu Centrul pentru Relațiile Civil Militare a Statelor Unite în domeniul reformei militare.
În perioada iulie 2005 - iulie 2006, este ofițer pentru planificare politico-militară strategică la Comandamentul Central al Statelor Unite, Tampa, Florida. Vitalie Marinuță este responsabil de monitorizarea și evaluarea activităților și evenimentelor cu caracter politico-economico militar din aria de responsabilitate a comandamentului la general, iar in special analizarea impactului evenimentelor în cauza asupra Peninsulei Arabe. În exercitarea funcției, Vitalie Marinuța elaborează prognoze strategice de lungă durată, note informative, evaluează tendințele dezvoltării terorismului sinucigas și participă la elaborarea posibilelor metode de contracarare a acestui fenomen.
Din august 2006 și până în iulie 2007, Vitalie Marinuța este șef secție cooperare internațională și integrare euro-atlantică în Direcția politică militară și relații externe din cadrul Ministerului Apărării al Republicii Moldova. Se ocupă de planificarea, organizarea și desfășurarea activităților de cooperare a Ministerului Apărării cu diferite organizații internaționale, regionale (UN, NATO, OSCE, ODED-GUAM, CIS, RACVIAC, NAMSA).
În 2007, fondează SRL “MARI GRUP” din satul Holercani, raionul Dubăsari. Afacerea constă în managementul bisenesului de familie (10 angajați) în domeniul vânzărilor articolelor de uz casnic și produselor alimentare.
Într-un interviu acordat ofițerului de Relații Publice în Comandamentul Central al SUA (Tampa, Florida) în anul 2006, Vitalie Marinuța a declarat că în opinia sa "omul moare atunci cand nu mai învață nimic și nu mai contribuie la dezvoltarea societății. Principiul după care mă conduc în viață este următorul - Cine vrea să muncească, caută posibilități, cine nu – găsește pricini." Deci, voi merge înainte."

## Ministrul Apărării

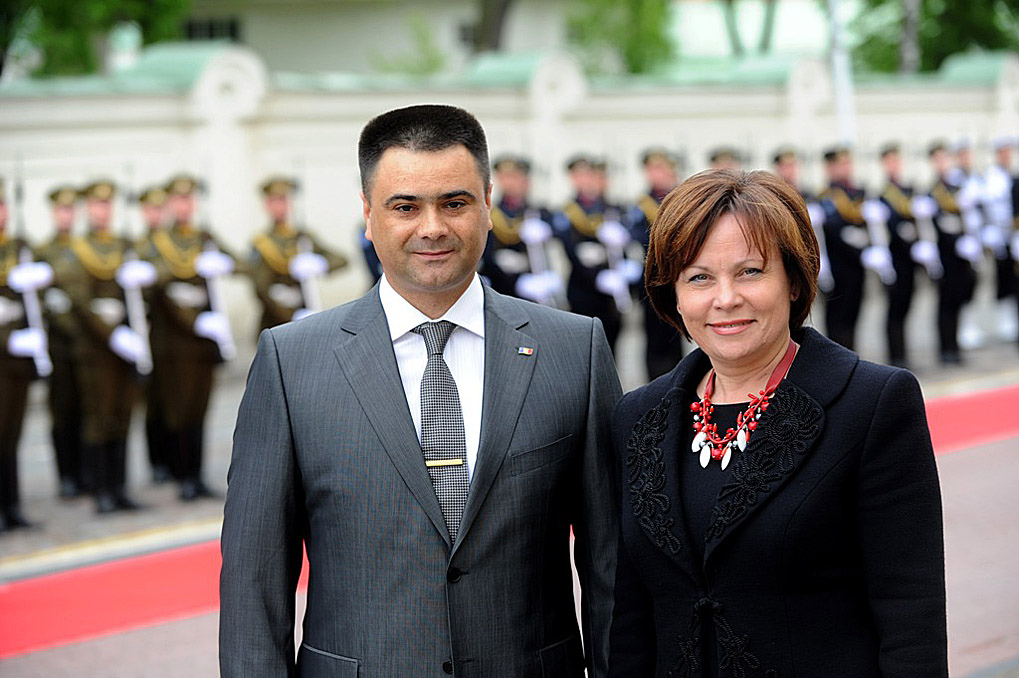
Vitalie Marinuța într-o vizită oficială în Lituania

Vitalie Marinuța deține funcția de Ministru al Apărării după ce la 25 septembrie 2009, Parlamentul Republicii Moldova a acordat vot de încredere Guvernului Filat. În aceeași zi, a depus jurământul în fața președintelui interimar al Republicii Moldova, Mihai Ghimpu și a fost instaurat în funcție.

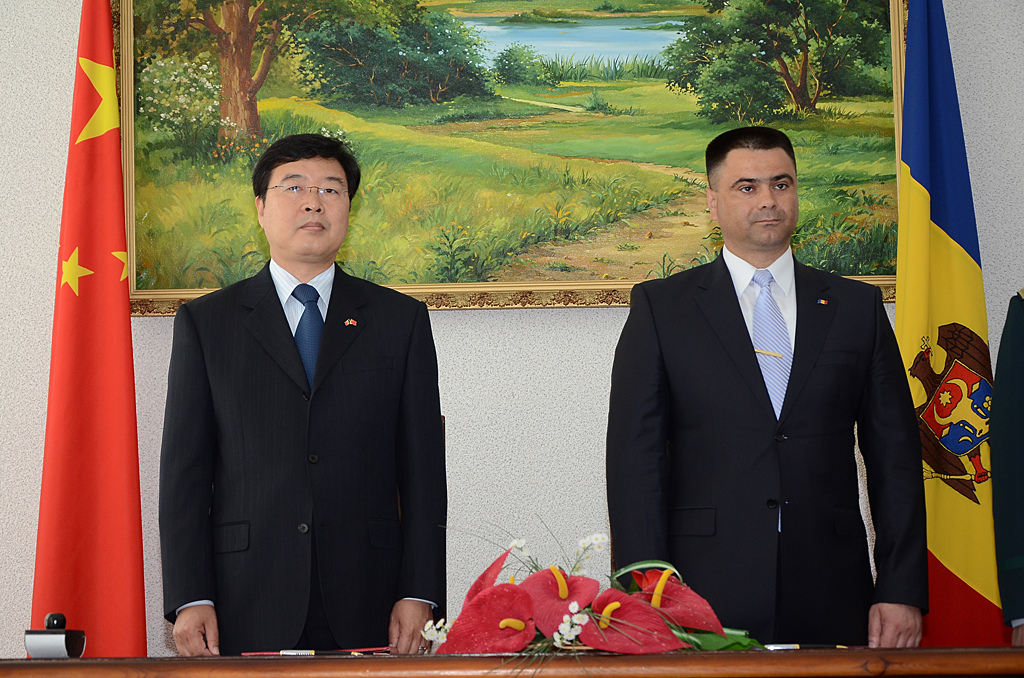

Noul Ministru al Apărării, Vitalie Marinuța a fost prezentat la 25 septembrie 2009, de președintele interimar al Republicii Moldova, Mihai Ghimpu, corpului de comandă al Armatei Naționale. Mihai Ghimpu a declarat că Vitalie Marinuța dispune de calități profesionale înalte, subliniind că numirea în funcție a noului ministru al Apărării va impulsiona procesul de modernizare și dezvoltare a Armatei Naționale în conformitate cu standardele internaționale. În acest context, șeful interimar al țării a subliniat necesitatea continuării proiectelor desfășurare în cadrul Armatei Naționale, inclusiv a celor stipulate în Planul Individual al Parteneriatului (IPAP) Republica Moldova – NATO.
La rîndul său, ministrul Apărării Vitalie Marinuța, a mulțumit conducerii țării pentru încrederea acordată, menționînd că mizează pe sprijinul efectivului de comandă al Armatei Naționale, precum și al autorităților țării în exercitarea funcției care i-a revenit.
Vitalie Marinuța, și-a anunțat demisia din funcție, după ce anterior în cadrul ședinței Colegiului Ministerului Apărării, președintele țării Nicolae Timofti a formulat anumite critici la adresa conducerii Armatei Naționale, dar și a ministerului.